# OTS (satélite)
OTS (Teste Orbital Satellite) foi dois satélites de comunicações experimentais da Organização Europeia de Investigação Espacial (ESRO), os satélites foram herdados pela sua sucessora, a Agência Espacial Europeia (ESA), em 1975.

## Satélites
| Satélite | Fabricante        | Data do lançamento     | Veículo de lançamento | Estado    | Nota                                                |
| -------- | ----------------- | ---------------------- | --------------------- | --------- | --------------------------------------------------- |
| OTS-1    | British Aerospace | 13 de novembro de 1977 | Delta-3914            | Fracassou | O satélite foi perdido após uma falha no lançamento |
| OTS-2    | British Aerospace | 11 de maio de 1978     | Delta-3914            | Inativo   | O satélite saiu de serviço em janeiro de 1991       |